# P (слово латинице)
P (пе) је шеснаесто слово латинице, двадесетдруго српске латинице. Може такође бити:
- Ознака за безвучни билабијални оклузивни сугласник у фонетици српског језика, као и већем броју других језика
- Ознака за притисак у физици
- Ознака за фосфор у хемији
- Међународна аутомобилска ознака за Португалију

## Историја
Слово P је почело као Прото семитско P, да би се, као феничко Pe и као грчко Pi, кроз векове развило у P какво данас познајемо.
| Прото семитско P | Феничко Pe | Етрушћанско P | Старо Грчко Pi | Грчко Pi | Римско P |
| ---------------- | ---------- | ------------- | -------------- | -------- | -------- |
| Прото семитско P | Феничко Pe | Етрушћанско P | Рано Грчко Pi  | Грчко Pi | Римско P |

| Велико писано P | Старо Турско P | Савремено курзив P | Сигнално наутичко P - ICS Papa | Брајева абецеда P | Абецеда глувонемих P |
| --------------- | -------------- | ------------------ | ------------------------------ | ----------------- | -------------------- |
| Велико писано P | Старо турско P | Савремено курзив P | Сигнално наутичко P            | Брајева абецеда P | Абецеда глувонемих P |